# Rắn sọc dưa
Rắn sọc dưa hay còn được gọi là rắn rồng hay rắn hổ ngựa (Danh pháp khoa học: Coelognathus radiata) là một loài rắn trong họ Rắn nước (Colubridae). Loài rắn này được Boie mô tả khoa học lần đầu tiên năm 1827. Loài này phân bố ở Việt Nam, Ấn Độ, Bangladesh, Trung Quốc, Myanmar, Lào, Thái Lan, Campuchia, Malaysia, Singapore, Indonesia.

## Đặc điểm
Đây là loài rắn lành (không độc), cỡ lớn trong họ Rắn nước, dài tới 2m. Đầu tương đối nhỏ thuôn dài, màu nâu xám, phân biệt rõ với cổ. Lưng màu nâu xám, có bốn đường màu đen chạy từ gáy xuống tới quá nửa thân, hai đường giữa to chạy dài liên tục, hai đường bên cạnh nhỏ hơn và đứt đoạn. Có một đường chạy ngang qua gáy. Từ mắt có ba đường đen nhỏ, hai đường chạy xiên xuống môi trên còn một đường qua thái dương nối với vòng đen ở gáy.
Loài rắn không độc sống trên cạn, song rất dữ, dễ bị kích thích, thường gặp ở đồng bằng và trung du, thường ẩn trong các hang chuột đã bỏ không, leo trèo giỏi trên các bờ rào, bụi cây um tùm, đôi khi trên mái nhà tranh. Khi gặp nguy hiểm có tập tính tự vệ đặc biệt. Dựng đứng một phần ba thân về phía trước lên khỏi mặt đất. Phần thân sau không cuộn tròn mà làm thành hình chữ S trên mặt đất. Cổ phình to theo chiều trước sau làm da cổ căng rộng để lộ rõ màu vàng và đen ở da giữa các vảy cổ. Miệng há rộng, hung hăng, doạ nạt, dữ tợn như tập tính của rắn ráo hoặc rắn hổ trâu khi chuẩn bị cắn vào kẻ thù.
Chúng bắt mồi cả vào ban ngày và ban đêm. Có tập tính săn đuổi mồi. Mồi chủ yếu là chuột, ngoài ra có cả thằn lằn và ếch nhái, đôi khi ăn cả cá và chim non. Đẻ trứng từ tháng 5 - 7, khoảng từ 5 - 12 trứng trong bụi cây hoặc trên lá khô và có tập tính canh trứng. Ở miền Bắc Việt Nam, rắn sọc dưa có tập tính trú đông trong hang chuột bỏ trống từ cuối tháng 11 đến khoảng giữa tháng 3. Thông qua đó, chúng có giá trị bảo vệ thực vật (diệt chuột), thương phẩm (da thuộc dài, rộng, đẹp), thực phẩm đặc sản và dược liệu: ngâm chung cùng với rắn ráo trâu vào rượu ngâm bộ ba (cạp nong, hổ mang, rắn ráo) (rượu Tam xà) thành rượu ngâm bộ năm rắn (rượu Ngũ xà) cổ truyền chữa tê thấp và đau nhức khớp xương.